# Новокуйбишевська ТЕЦ-1
Новокуйбишевська ТЕЦ-1 — теплова електростанція у Самарській області Росії.
Первісно ТЕЦ була одним з цехів Новокуйбишевського нафтопереробного заводу. В 1951—1957 роках на її майданчику ввели в дію тринадцять парових котлів виробництва Таганрозького котельного заводу — три типу ТП-170-1 продуктивністю по 170 тон пари на годину (станційні номери 1 — 3) та десять типу ТП-230 продуктивністю по 230-2 тонн пари на годину (номери 4 — 13). Вироблена ними пара живила запущені в 1951—1956 роках дев'ять парових турбін:
- три типу ПТ-25-90/10 потужністю по 25 МВт (станційні номери 1, 6 та 7). Одну з них постачив Ленінградський металічний завод і дві Уральський турбінний завод;
- шість типу Р-22-90/18 потужністю по 22 МВт (номери 2, 3, 5, 8, 10 та 11). Є відомості, що одну з них постачив Ленінградський металічний завод і п'ять Харківський турбогенераторний завод.

В 1963 та 1965 роках додали ще дві парові турбіни від Уральського турбінного заводу — одну типу Т-25-90 потужністю 25 МВт (номер 4) та одну типу Р-4-90/31 потужністю 4 МВт (номер 12). Таким чином, загальна потужність ТЕЦ досягнула 236 МВт.
Крім того, для підсилення теплової потужності в 1966-му встановили водогрійний котел ПТВМ-100 продуктивністю 100 Гкал/год (номер 14).
Наразі через значне зниження попиту на теплову енергію виведені з експлуатації щонайменше п'ять парових котлів (номери 5, 10, 11, 12, 13) та шість турбін (номери 5, 8, 10, 11 та 12 в 2012-му і номер 3 в 2013-му). Турбіну № 6 в 2014-му замінили на нову від Уральського турбінного заводу типу Тп-35/40-8,8 потужністю 35 МВт.
В 2013-му ввели в дію енергоблок «Кремінь», в якому встановили три газові турбіни General Electric PG6111FA потужністю по 76,5 МВт, від яких живляться три котли-утилізатори виробництва білгородського заводу «Энергомаш» типу КГТ-119/10.0-510-18/0.8-210 продуктивністю по 119 тон пари на годину.           
Як паливо станція споживає природний газ, який подають в район Самари по трубопроводах Похвістнєво – Самара, Мокроус — Самара та Оренбург – Самара.
Для видалення продуктів згоряння парові котли ТЕЦ використовували чотири труби, перші дві з яких мали висоту по 100 метрів. Кожну з газових турбін обладнали димарем заввишки 60 метрів.
Видача продукції відбувається під напругою 110 кВ.